# Allocyttus niger
Allocyttus niger is een straalvinnige vissensoort uit de familie van oreos (Oreosomatidae). De wetenschappelijke naam van de soort is voor het eerst geldig gepubliceerd in 1988 door James, Inada & Nakamura.